# Lista de campeões da National Football League

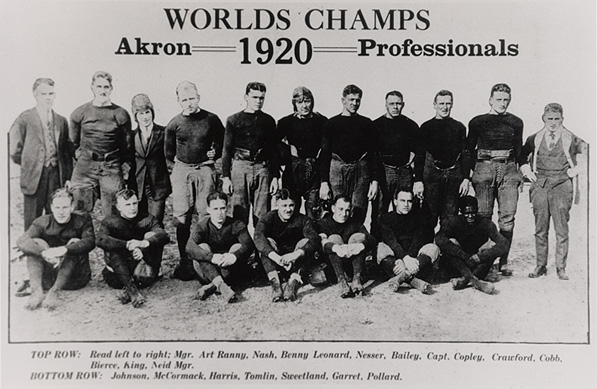
Os Akron Pros de 1920 foram nomeados os primeiros campeões da APFA (NFL).

Esta é uma lista de campeões da National Football League (NFL) antes da fusão da NFL-AFL em 1970. De  1920 a 1932, o campeão da liga era decidido pela porcentagem de vitórias/derrotas do time, sendo os empates omitidos.  Em 1932, por causa de um empate nas classificações finais, um jogo de playoff foi realizado para determinar o campeão.
Em 1933, a NFL realizou seu primeiro jogo oficial decidindo o campeão.  Em 8 de julho de 1933, a liga foi dividida em duas divisões, que mais tarde foram renomeadas para conferências depois de 1949, e os vencedores de cada divisão/conferência se enfrentavam para decidir o campeão da liga. Este formato iria durar até a temporada de 1966. Quaisquer empates nas classificações da temporada regular resultariam em um jogo eliminatório, enquanto o vencedor da outra conferência esperava o vencedor deste jogo. Isto ocorreu pela última vez em 1965.
Em 1967, a NFL, com então 16 times, dividiu cada conferência em duas divisões de quatro times cada. De 1967 até 1969, os vencedores de cada divisão se enfrentavam num jogo valendo o título da conferência. A partir da temporada de 1966, o campeão da NFL enfrentava o campeão da American Football League no que mais tarde se tornaria o Super Bowl.
Desde a conclusão da fusão AFL-NFL em 1970, o Super Bowl tem servido como o jogo decidindo o campeão da NFL. Ao contrário do Super Bowl, que é realizado em um local decidido com anos de antecedência, jogos da NFL championship de 1933 a 1969 aconteciam com o mando de campo para um dos dois times, sendo realizado de forma alternada entre o campeão de cada divisão.

## Campeões de temporada (1920-1932)
O número entre os parentêses indica o número de campeonatos que a franquia venceu.
Nota: De 1920–71, a NFL não incluía oficialmente jogos empatados porcentagem de jogos vencidos.
| Temporada | Time                     | Vitórias | Derrotas | Empates | Pct.  |
| --------- | ------------------------ | -------- | -------- | ------- | ----- |
| 1920      | Akron Pros               | 8        | 0        | 3       | 1.000 |
| 1921      | Chicago Staleys          | 9        | 1        | 1       | .900  |
| 1922      | Canton Bulldogs          | 10       | 0        | 2       | 1.000 |
| 1923      | Canton Bulldogs (2)      | 11       | 0        | 1       | 1.000 |
| 1924      | Cleveland Bulldogs       | 7        | 1        | 1       | .875  |
| 1925      | Chicago Cardinals        | 11       | 2        | 1       | .846  |
| 1926      | Frankford Yellow Jackets | 14       | 1        | 2       | .933  |
| 1927      | New York Giants          | 11       | 1        | 1       | .917  |
| 1928      | Providence Steam Rollers | 8        | 1        | 2       | .889  |
| 1929      | Green Bay Packers        | 12       | 0        | 1       | 1.000 |
| 1930      | Green Bay Packers (2)    | 10       | 3        | 1       | .769  |
| 1931      | Green Bay Packers (3)    | 12       | 2        | 0       | .857  |
| 1932      | Chicago Bears (2)        | 7        | 1        | 6       | .875  |

1. ↑  Nenhuma classificação oficial foi guardada, e o campeonato foi dado aos Akron Pros em um encontro da liga em 30 de abril, 1921. Os clubes jogaram calendários que incluiam jogos com oponentes que não eram da liga. O Buffalo All-Americans e o Decatur Staleys disputaram o título mas perderam.
2. ↑  O Buffalo All-Americans disputou o título mas perdeu. O Chicago Staleys foi renomeado para Chicago Bears em 1922.
3. ↑  A NFL considera o Canton Bulldogs e o Cleveland Bulldogs como franquias diferentes. O Chicago Bears disputou o título mas perdeu.
4. ↑  O Chicago Cardinals foi nomeado como campeão da NFL de 1925 como resultado da controversa decisão em relação aos Pottsville Maroons pela liga.
5. ↑  No fim da temporada de 1932 o Chicago Bears e o Portsmouth Spartans terminaram empatados pelo primeiro lugar. Os Bears venceram um jogo eliminatório, que contou para as posições finais, por 9–0.

## Campeões da NFL (1933-1965)
O número em parenteses indica o número de campeonatos que franquia venceu e o número de vezes em um local em particular recebeu o jogo.
| Divisão/Conferência Leste/Americana* | Divisão/Conferência Oeste/Nacional† |

| Temporada | Time vencedor            | Placar     | Time derrotado       | Local                             | Publico | Transmissora |
| --------- | ------------------------ | ---------- | -------------------- | --------------------------------- | ------- | ------------ |
| 1933      | Chicago Bears† (3)       | 23–21      | New York Giants*     | Wrigley Field                     | 26,000  |              |
| 1934      | New York Giants* (2)     | 30–13      | Chicago Bears†       | Polo Grounds                      | 35,059  |              |
| 1935      | Detroit Lions†           | 26–7       | New York Giants*     | University of Detroit Stadium     | 15,000  |              |
| 1936      | Green Bay Packers† (4)   | 21–6       | Boston Redskins*     | Polo Grounds (2)                  | 29,545  |              |
| 1937      | Washington Redskins*     | 28–21      | Chicago Bears†       | Wrigley Field (2)                 | 15,870  |              |
| 1938      | New York Giants* (3)     | 23–17      | Green Bay Packers†   | Polo Grounds (3)                  | 48,120  |              |
| 1939      | Green Bay Packers† (5)   | 27–0       | New York Giants*     | Wisconsin State Fair Park         | 32,279  |              |
| 1940      | Chicago Bears† (4)       | 73–0       | Washington Redskins* | Griffith Stadium                  | 36,034  |              |
| 1941      | Chicago Bears† (5)       | 37–9       | New York Giants*     | Wrigley Field (3)                 | 13,341  |              |
| 1942      | Washington Redskins* (2) | 14–6       | Chicago Bears†       | Griffith Stadium (2)              | 36,006  |              |
| 1943      | Chicago Bears† (6)       | 41–21      | Washington Redskins* | Wrigley Field (4)                 | 34,320  |              |
| 1944      | Green Bay Packers† (6)   | 14–7       | New York Giants*     | Polo Grounds (4)                  | 46,016  |              |
| 1945      | Cleveland Rams†          | 15–14      | Washington Redskins* | Cleveland Municipal Stadium       | 32,178  |              |
| 1946      | Chicago Bears† (7)       | 24–14      | New York Giants*     | Polo Grounds (5)                  | 58,346  |              |
| 1947      | Chicago Cardinals† (2)   | 28–21      | Philadelphia Eagles* | Comiskey Park                     | 30,759  |              |
| 1948      | Philadelphia Eagles*     | 7–0        | Chicago Cardinals†   | Shibe Park                        | 36,309  | ABC          |
| 1949      | Philadelphia Eagles* (2) | 14–0       | Los Angeles Rams†    | Los Angeles Memorial Coliseum     | 27,980  |              |
| 1950      | Cleveland Browns*        | 30–28      | Los Angeles Rams†    | Cleveland Municipal Stadium (2)   | 29,751  | ABC          |
| 1951      | Los Angeles Rams† (2)    | 24–17      | Cleveland Browns*    | Los Angeles Memorial Coliseum (2) | 57,522  | DuMont       |
| 1952      | Detroit Lions† (2)       | 17–7       | Cleveland Browns*    | Cleveland Municipal Stadium (3)   | 50,934  | DuMont       |
| 1953      | Detroit Lions† (3)       | 17–16      | Cleveland Browns*    | Briggs Stadium                    | 54,577  | DuMont       |
| 1954      | Cleveland Browns* (2)    | 56–10      | Detroit Lions†       | Cleveland Municipal Stadium (4)   | 43,827  | DuMont       |
| 1955      | Cleveland Browns* (3)    | 38–14      | Los Angeles Rams†    | Los Angeles Memorial Coliseum (3) | 85,693  | NBC          |
| 1956      | New York Giants* (4)     | 47–7       | Chicago Bears†       | Yankee Stadium                    | 56,836  | NBC          |
| 1957      | Detroit Lions† (4)       | 59–14      | Cleveland Browns*    | Briggs Stadium (2)                | 55,263  | NBC          |
| 1958      | Baltimore Colts†         | 23–17 (OT) | New York Giants*     | Yankee Stadium (2)                | 64,185  | NBC          |
| 1959      | Baltimore Colts† (2)     | 31–16      | New York Giants*     | Memorial Stadium                  | 57,545  | NBC          |
| 1960      | Philadelphia Eagles* (3) | 17–13      | Green Bay Packers†   | Franklin Field                    | 67,325  | NBC          |
| 1961      | Green Bay Packers† (7)   | 37–0       | New York Giants*     | "New" City Stadium                | 39,029  | NBC          |
| 1962      | Green Bay Packers† (8)   | 16–7       | New York Giants*     | Yankee Stadium (3)                | 64,892  | NBC          |
| 1963      | Chicago Bears† (8)       | 14–10      | New York Giants*     | Wrigley Field (5)                 | 45,801  | NBC          |
| 1964      | Cleveland Browns* (4)    | 27–0       | Baltimore Colts†     | Cleveland Municipal Stadium (5)   | 79,544  | CBS          |
| 1965      | Green Bay Packers† (9)   | 23–12      | Cleveland Browns*    | Lambeau Field (2)                 | 50,777  | CBS          |

- Em 1950, 1951, e 1952, as duas divisões da liga (Leste (Eastern) e Oeste(Western)) foram renomeadas para Conferência Americana e Conferência Nacional (American Conference e National Conference), respectivamente. Em 1953, as conferências foram renomeadas para Conferência Leste e Conferência Oeste (Eastern Conference e Western Conference).
- O local no Wisconsin State Fair Park onde os Packers jogaram seus dois jogos em um ano era o infield do Milwaukee Mile.

## Campeões da NFL durante a era Super Bowl (1966-1969)
O número entre parênteses indica o número de campeonatos que a franquia venceu e o número de vezes que um local em particular recebeu o jogo.
| Conferência Leste* | Conferência Oeste† |

| Temporada | Time vencedor           | Placar | Time derrotado    | Local                           | Público | Transmissora |
| --------- | ----------------------- | ------ | ----------------- | ------------------------------- | ------- | ------------ |
| 1966      | Green Bay Packers† (10) | 34-27  | Dallas Cowboys*   | Cotton Bowl                     | 74,152  | CBS          |
| 1967      | Green Bay Packers† (11) | 21-17  | Dallas Cowboys*   | Lambeau Field (3)               | 50,861  | CBS          |
| 1968      | Baltimore Colts† (3)    | 34-0   | Cleveland Browns* | Cleveland Municipal Stadium (6) | 78,410  | CBS          |
| 1969      | Minnesota Vikings† (1)  | 27-7   | Cleveland Browns* | Metropolitan Stadium            | 46,503  | CBS          |

- Entre 1966 e a fusão em 1970, os campeões da NFL enfrentaria os campeões da AFL nos Super Bowls I, II, III, e IV.

## Participações nas finais
| Divisão/Conferência Leste/Americana - * | Divisão/Conferência Oeste/Nacional - † |

| #  | Time                          | V | D  | PCT   |
| -- | ----------------------------- | - | -- | ----- |
| 14 | New York Giants*              | 3 | 11 | .214  |
| 11 | Cleveland Browns*             | 4 | 7  | .364  |
| 10 | Green Bay Packers†            | 8 | 2  | .800  |
| 10 | Chicago Bears†                | 6 | 4  | .600  |
| 6  | Boston/Washington Redskins*   | 2 | 4  | .333  |
| 5  | Detroit Lions†                | 4 | 1  | .800  |
| 5  | Cleveland / Los Angeles Rams† | 2 | 3  | .400  |
| 4  | Baltimore Colts†              | 3 | 1  | .750  |
| 4  | Philadelphia Eagles*          | 3 | 1  | .750  |
| 2  | Chicago Cardinals†            | 1 | 1  | .500  |
| 2  | Dallas Cowboys*               | 0 | 2  | .000  |
| 1  | Minnesota Vikings†            | 1 | 0  | 1.000 |